# Enterprise (Alabama)
Enterprise ist eine Stadt im Südosten von Coffee County und liegt zu einem geringen Teil auch im Südwesten von Dale County, beide im Bundesstaat Alabama der Vereinigten Staaten.
2020 hatte Enterprise 28.711 Einwohner. Die Stadt ist zusammen mit Elba Sitz der County-Verwaltung (County Seat) des Coffee County. Die Stadtfläche beträgt 80,3 km².

## Geographie
Der Ort liegt in zwei benachbarten Countys, wovon der bei weitem größte Teil auf dem Gebiet von Coffee County liegt.
Nach den Angaben des United States Census Bureaus hat die Stadt eine Fläche von 80,3 km², wovom 80,2 km² auf Land und 0,2 km² (= 0,23 %) auf Gewässer entfallen.

## Geschichte
Der Gründer der Stadt Enterprise war John Henry Carmichael, der sich 1881 ansiedelte. Ihm folgten zahlreiche andere und schon 1882 wurde das Postamt des nahegelegenen Ortes Drake Eye hierher verlegt. Offiziell als Stadt eingetragen wurde Enterprise 1896. Es hatte damals 250 Einwohner.
Etwas später nahm die Alabama Midland Railway Company hier ihren Sitz, was dem Ort ein verstärktes Wachstum bescherte. Bis 1906 war die Bevölkerungszahl auf 3750 Einwohner gestiegen. Nachdem der Baumwollkapselkäfer den größten Teil der Baumwollpflanzungen in der Stadt vernichtet hatte, verlegten sich die Einwohner auf Erdnüsse. Diese Diversifikation brachte den Einwohnern größeren Wohlstand. Daher errichtete die Gemeinde in Dankbarkeit dem Schädling ein Denkmal, das Boll Weevil Monument, das 1919 errichtet wurde. Die Statue auf dem Stadtplatz stellt eine Frau dar, die einen Baumwoll-Kapselkäfer mit den Händen in die Höhe streckt.
In der Stadt steht auch ein Fresko von Paul Arlt. Die Arbeit war 1940 für das US-Schatzamt im Zuge der Works Progress Administration (WPA) entstanden, einer Einrichtung, die während des New Deal (1935–1943) Arbeitslose in Lohn und Brot brachte.
Zusammen mit dem in Dale County gelegenen Ozark ist Enterprise ein bevorzugter Wohnort für Army-Angehörige und Pensionäre der nahegelegenen Army Aviation School (Heeresfliegerwaffenschule) in Fort Rucker.
In Angst und Schrecken versetzte Enterprise am frühen Nachmittag des 1. März 2007 ein Tornado. Dieser war Teil eines Tornado-Outbreaks und erreichte auf der erweiterten Fujita-Skala die Stufe EF4. Die Windhose hinterließ neun Tote und 121 Verletzte und war mit einer Schadenssumme von mehr als 300 Millionen US-Dollar die größte Katastrophe, die Enterprise je heimsuchte. Die meisten Todesopfer gab es in der Enterprise High School, wo acht Schüler starben, als ein Dach einstürzte. Der etwa 400 Meter breite Pfad der Verwüstung zog mehr als 370 Häuser in Mitleidenschaft. Die Nationalgarde wurde eingesetzt und Präsident Bush erklärte den Coffee County nach seinem Besuch zum Katastrophengebiet, zwei Tage später auch Dale County.
Drei Orte in Enterprise sind im National Register of Historic Places aufgeführt, das Boll Weevil Monument, das Rawls Hotel und das Seaboard Coastline Depot (Stand 11. Juli 2019).

## Persönlichkeiten
- Michael McDowell (1950–1999), Schriftsteller und Drehbuchautor
- Barry Moore (* 1966), Politiker
- Mayte Garcia (* 1973), Tänzerin, Choreografin, Schauspielerin und Sängerin
- Katie Britt (* 1982), Politikerin